# Hatvani István (fordító)
Hatvani István (Debrecen, 1766. december 30. (keresztelés) – Nagyvárad, 1816. április 29.) táblóbíró, műfordító, helytartótanácsi irodatiszt, később nagyváradi iskolaigazgató.

## Pályája
A Debreceni Református Kollégium tanárának, az „ördöngös” hírében állt idősebb Hatvani István professzornak és Csatári Máriának fia. 1780-től Debrecenben tanult, később Bihar megye allevéltárnoka, majd tiszteletbeli jegyzője lett. Apja halálakor (1786. november) külföldi tanulmányúton volt. 1805-ben a bécsi pápai nunciussal folytatott levelezést a három keresztény vallás egyesítése tárgyában; sőt a római pápához is írt és kérte ingadozó lelkének jó útra térítését. 1807. április 21-én Nagyváradon beiktatták az ottani iskolák főigazgatójának, április 30-án pedig áttért a katolikus vallásra és az ottani iskolák igazgatója lett. Bihar és Szabolcs megyének táblabírája is volt.
Az induló magyar hivatásos színjátszás számára németből több színdarabot magyarított és jelentetett meg (1790, 1793). A Holberg-átdolgozásban Benjamin házaló az üzletért élő-haló zsidó kereskedő tipikus alakja, egyike a magyar színműirodalom legkoraibb zsidó alakjainak.

## Munkái
- Klementina avagy a testamentom. Egy öt felvonásokba levő dráma. Pest, 1790. (Gebler után németből.)
- Theatrumra alkalmaztatott s válogatva öszve-szedetett munkák. Pest, 1793. (Holberg után: Az arabiai por, vígjáték; Hunnius után: A siketnéma, vígjáték.)
- Mesék. Debrecen, 1799. Újabb kiadás